# Песчаная мия
Песчаная ми́я, или песчаная ракушка (лат. Mya arenaria), — вид морских двустворчатых моллюсков из семейства Myidae.

## Описание
Длина раковины до 13 см. Строение лигамента типичное для семейства. Форма раковины изменчива: обычно овальной формы, сзади несколько оттянутая, умеренно выпуклая. Макушка занимает приблизительно среднее положение. Скульптура в виде грубых концентрических линий нарастаний. Окраска раковины варьируется от грязно-белой до желтоватой. Периостракум тонкий, прозрачный, морщинистый, слегка выступающий за края створок, шелушащийся, серый, зеленовато-серый или коричневатый.

## Ареал
Вид эволюционно появился в Тихом океане в миоцене. Затем расширил свой ареал в начале плиоцена до Атлантического океана, в том числе заселив европейские воды. Популяции Тихоокеанского региона и Европы вымерли в начале плейстоцена, только остался их ареал в Северо-Западной Атлантике.
Современный ареал охватывает прибрежные умеренные воды Атлантического и Тихого океанов, а также моря Северного Ледовитого океана. По западному побережью Европы ареал тянется от Кольского полуострова до Португалии. В ареал входят Адриатическое море, Эгейское море, Балтийское море, включая Рижский залив, Азовское море, Чёрное море, Кельтское море, Северное море, Мраморное море, Средиземное море, Западный бассейн, побережье Аляскинского залива.
Вид широко распространён в дальневосточных и европейских морях России, встречается в Баренцевом, Белом, Чёрном, Азовском и Балтийском морях.
Песчаная мия один из наиболее древних инвазионных видов беспозвоночных на территории Европы. Первая находка вида на территории Дании датируется 1245—1295 годами. В 1960-е годы вселился в Чёрное и Азовское моря, где вид стал доминирующим. Далее распространился в Средиземное море, где первые находки датируются 1976 годом. На западном побережье Северной Америки обнаружен в заливе Сан-Франциско между 1869 и 1874 годом, куда завезён с устрицами от восточного побережья Америки. Аляски вид достиг около 1940 года.

## Биология

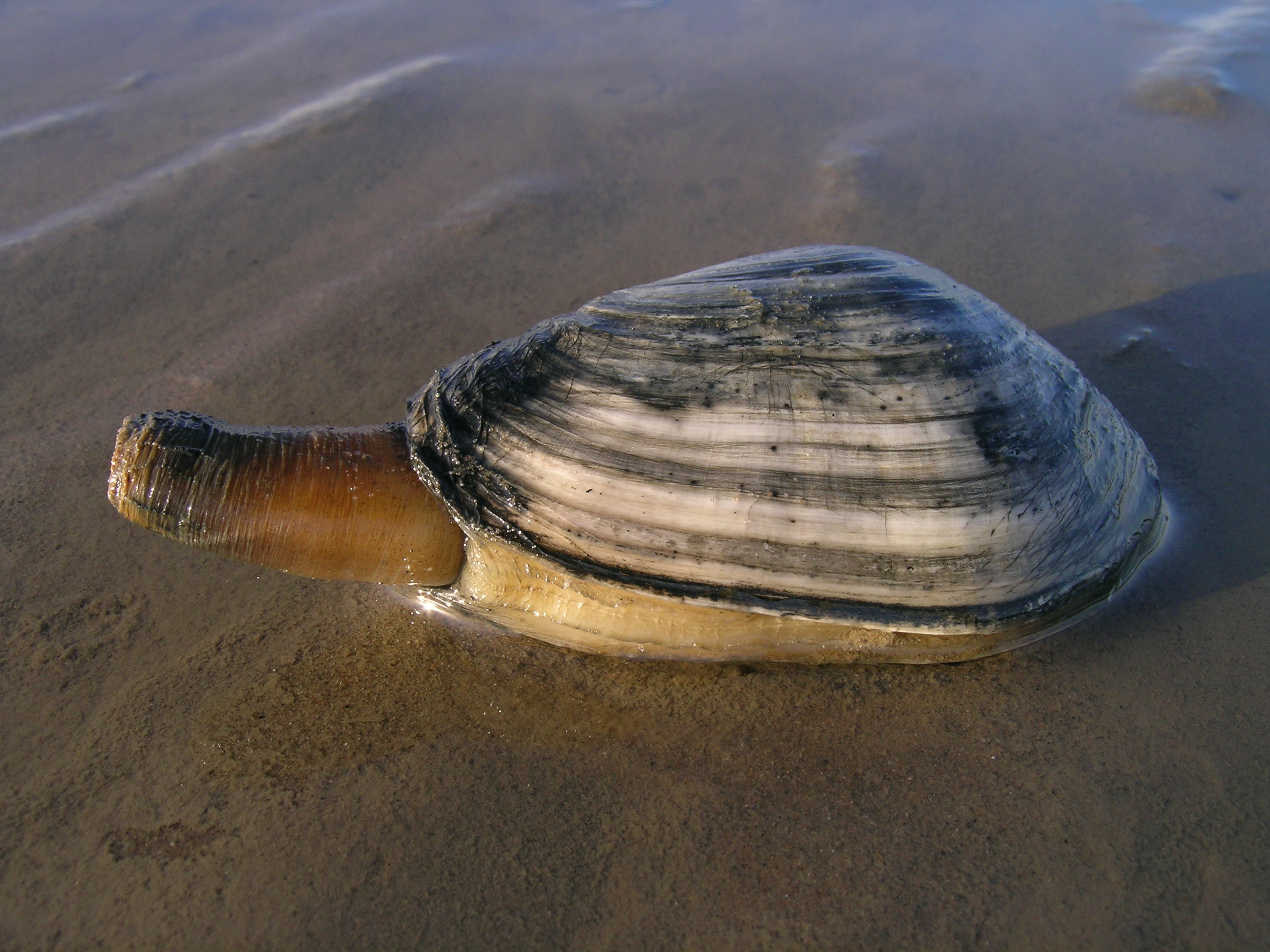

Населяет литоральную зону морей. Живёт также в эстуариях рек в основном на мелководье до 75 м. Предпочитает илистые и песчаные грунты. Моллюск зарывается в грунт в глубину от 10—15 см до 40—50 см. На поверхность дна выходит кончик утолщенного сифона с двумя отверстиями. Переносит низкую соленость и большой диапазон солености и температуры воды. Самая высокая плотность наблюдается на илисто-песчаных грунтах. Питается планктоном и детритом.
Размножение один или два раза в году. Плодовитость самок зависит от размеров. Оплодотворение наружное. Спустя 12 часов после оплодотворения из яиц вылупляются свободноплавающие личинки трохофоры. Следующая стадия велигера характеризуется наличием велума — образования, напоминающего покрытые ресничками лопасти. Личинки ведут планктонный образ жизни на протяжении 2—5 недель. Перед метаморфозом, оседают на дно и перемещается по дну при помощи ноги, формирующейся перед оседанием. При этом личинка периодически прикрепляется на время к разнообразным объектам биссусными нитями. Данная стадия личинки длится 2—5 недель. После метаморфоза начинает зарываться в грунт. Первоначальное место зарывания не изменяется на протяжении всей жизни. Молодые моллюски могут всё же поменять его в случае, если их тревожат, но взрослые особи из-за своих больших размеров больше не перемещаются. Достигает половой зрелости спустя 1—4 года в зависимости от продолжительности вегетационного сезона. Продолжительность жизни составляет 10—12 лет, максимально — до 28 лет.

## Экономическое значение
Моллюск употребляется в пищу человеком. Как и другие двустворчатые моллюски-фильтраторы служат индикатором состояния водной среды.